# Абдулвахід Мохамед Фара
Абдулвахід Мохамед Фара (Abdulwahed Mohamed Fara) єменський дипломат. Пішов у відставку з посади посла в Індонезії після початку Революції в Ємені (2011).

## References
1. ↑  "Yemen Live Blog – March 21", Al Jazeera English.  21 March 2011. [Архівовано 24 березня 2011 у Wayback Machine.]